# Zapasy na Letnich Igrzyskach Olimpijskich 1936 – kategoria do 61 kg w stylu wolnym
Zmagania mężczyzn do 61 kg to jedna z siedmiu męskich konkurencji w zapasach w stylu wolnym rozgrywanych podczas Letnich Igrzysk Olimpijskich 1936. Pojedynki w tej kategorii wagowej odbyły się w dniach 2 – 5 sierpnia.
Punktacja opierała się na systemie "złych punktów karnych". Zwycięzca otrzymywał zero punktów za wygraną przez "tusz" (łopatki), a jeden za zwycięstwo decyzją trzech sędziów. Za porażkę na punkty zawodnik otrzymywał trzy punkty. Przegranie walki przez łopatki lub decyzją jednogłośną trzech sędziów skutkowało dwoma punktami karnymi. Za porażkę 1-2 przyznawano 2 punkty. Uzyskanie pięciu lub więcej punktów eliminowało zapaśnika z turnieju. 

## Klasyfikacja[1]
| Pozycja | Nazwisko           | Kraj              |
| ------- | ------------------ | ----------------- |
| 1       | Kustaa Pihlajamäki | Finlandia         |
| 2       | Francis Millard    | Stany Zjednoczone |
| 3       | Gösta Frändfors    | Szwecja           |
| 4       | Vern Pettigrew     | Kanada            |
| 5       | Ferenc Tóth        | Węgry             |
| 6       | Mitsuzo Mizutani   | Japonia           |
| 7       | Marco Gavelli      | Włochy            |
| 8       | Norman Morrell     | Wielka Brytania   |
| 8       | Nevil Hall         | Południowa Afryka |
| 8       | Yaşar Erkan        | Turcja            |
| 11      | Hector Riské       | Belgia            |
| 11      | Jean Chasson       | Francja           |
| 11      | Josef Böck         | III Rzesza        |
| 11      | Werner Spycher     | Szwajcaria        |
| 11      | Karel Kváček       | Czechosłowacja    |

## Wyniki

### Pierwsza runda[2]
| Zwycięzca          | Punkty karne | Wynik        | Przegrany      | Punkty karne |
| ------------------ | ------------ | ------------ | -------------- | ------------ |
| Nevil Hall         | 1            | Decyzja, 3:0 | Karel Kváček   | 3            |
| Gösta Frändfors    | 0            | Łopatki      | Marco Gavelli  | 3            |
| Norman Morrell     | 1            | Decyzja, 3:0 | Josef Böck     | 3            |
| Francis Millard    | 0            | Łopatki      | Jean Chasson   | 3            |
| Ferenc Tóth        | 0            | Łopatki      | Yaşar Erkan    | 3            |
| Kustaa Pihlajamäki | 0            | Łopatki      | Hector Riské   | 3            |
| Mitsuzo Mizutani   | 1            | Decyzja, 3:0 | Werner Spycher | 3            |
| Vern Pettigrew     | 0            | Bez walki    |                |              |

### Druga runda[3]
| Zwycięzca          | Punkty karne | Wynik        | Przegrany      | Punkty karne |
| ------------------ | ------------ | ------------ | -------------- | ------------ |
| Vern Pettigrew     | 1            | Decyzja, 3:0 | Karel Kváček   | 6            |
| Marco Gavelli      | 4            | Decyzja, 3:0 | Nevil Hall     | 4            |
| Gösta Frändfors    | 1            | Decyzja, 3:0 | Josef Böck     | 6            |
| Francis Millard    | 0            | Łopatki      | Norman Morrell | 4            |
| Ferenc Tóth        | 0            | Łopatki      | Jean Chasson   | 6            |
| Yaşar Erkan        | 4            | Decyzja, 3:0 | Hector Riské   | 6            |
| Kustaa Pihlajamäki | 0            | Łopatki      | Werner Spycher | 6            |
| Mitsuzo Mizutani   | 1            | Bez walki    |                |              |

### Trzecia runda[4]
| Zwycięzca          | Punkty karne | Wynik        | Przegrany        | Punkty karne |
| ------------------ | ------------ | ------------ | ---------------- | ------------ |
| Vern Pettigrew     | 1            | Łopatki      | Mitsuzo Mizutani | 4            |
| Gösta Frändfors    | 1            | Łopatki      | Nevil Hall       | 7            |
| Marco Gavelli      | 5            | Decyzja, 3:0 | Marco Gavelli    | 7            |
| Francis Millard    | 1            | Decyzja, 3:0 | Ferenc Tóth      | 3            |
| Kustaa Pihlajamäki | 0            | Łopatki      | Yaşar Erkan      | 7            |

### Czwarta runda[5]
| Zwycięzca          | Punkty karne | Wynik        | Przegrany        | Punkty karne |
| ------------------ | ------------ | ------------ | ---------------- | ------------ |
| Gösta Frändfors    | 2            | Decyzja, 3:0 | Mitsuzo Mizutani | 7            |
| Francis Millard    | 1            | Łopatki      | Vern Pettigrew   | 4            |
| Kustaa Pihlajamäki | 0            | Łopatki      | Ferenc Tóth      | 6            |

### Piąta runda[6]
| Zwycięzca          | Punkty karne | Wynik        | Przegrany       | Punkty karne |
| ------------------ | ------------ | ------------ | --------------- | ------------ |
| Gösta Frändfors    | 3            | Decyzja, 3:0 | Vern Pettigrew  | 7            |
| Kustaa Pihlajamäki | 1            | Decyzja, 3:0 | Francis Millard | 4            |

### Szósta runda[7]
| Zwycięzca          | Punkty karne | Wynik        | Przegrany       | Punkty karne |
| ------------------ | ------------ | ------------ | --------------- | ------------ |
| Francis Millard    | 5            | Decyzja, 2:1 | Gösta Frändfors | 5            |
| Kustaa Pihlajamäki | 1            | Bez walki    |                 |              |